# 満願寺 (安曇野市)

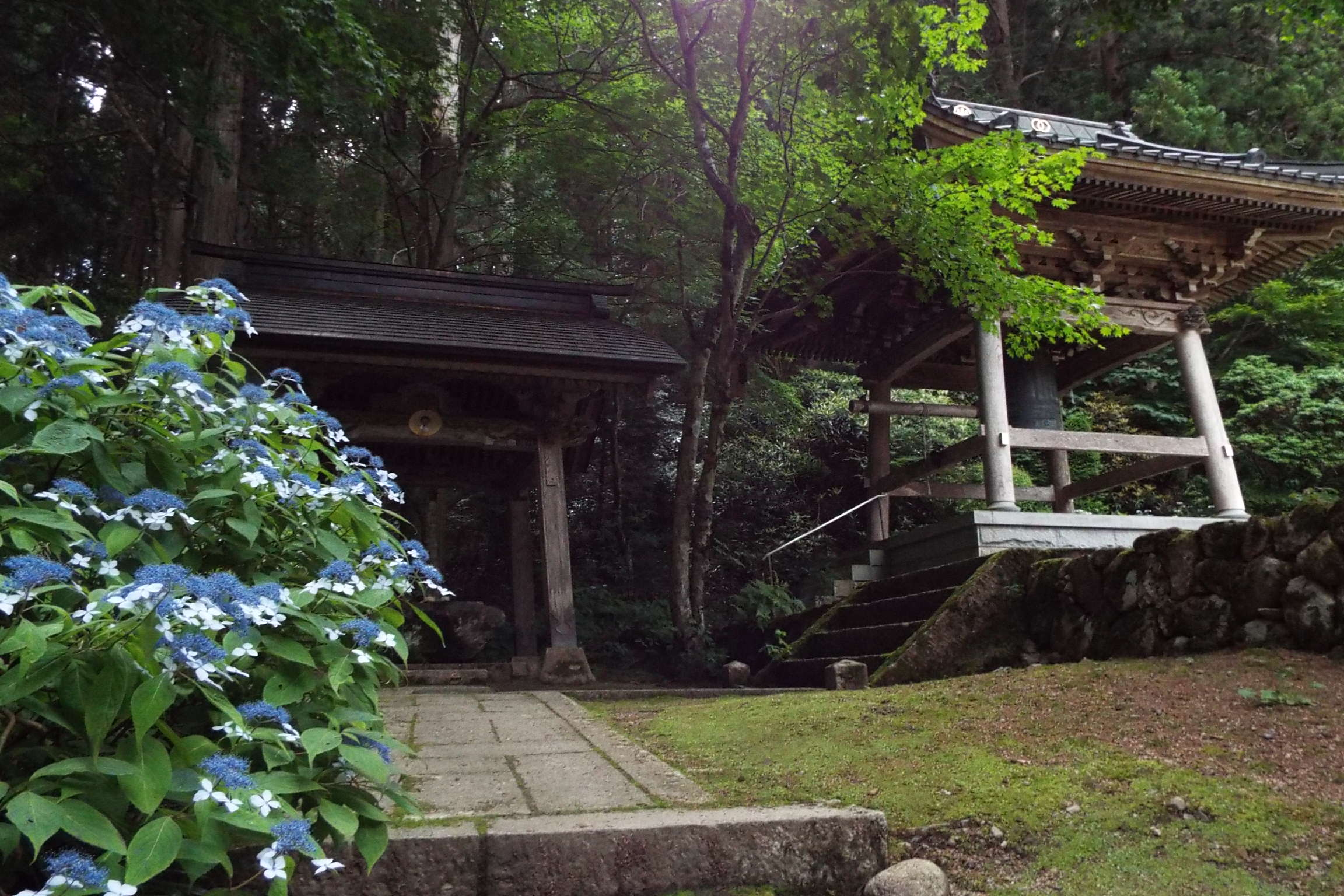
鐘楼と山門

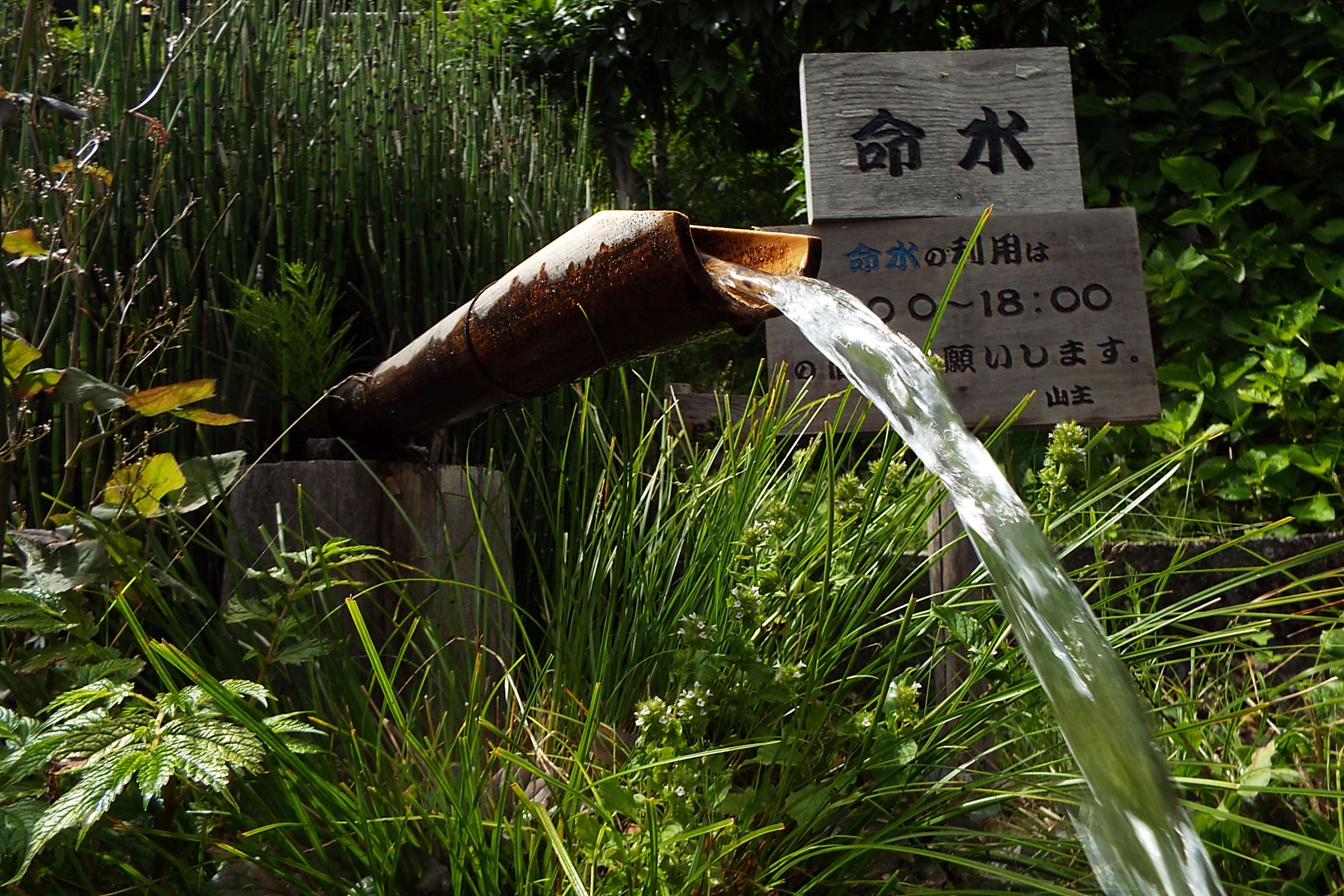
命水

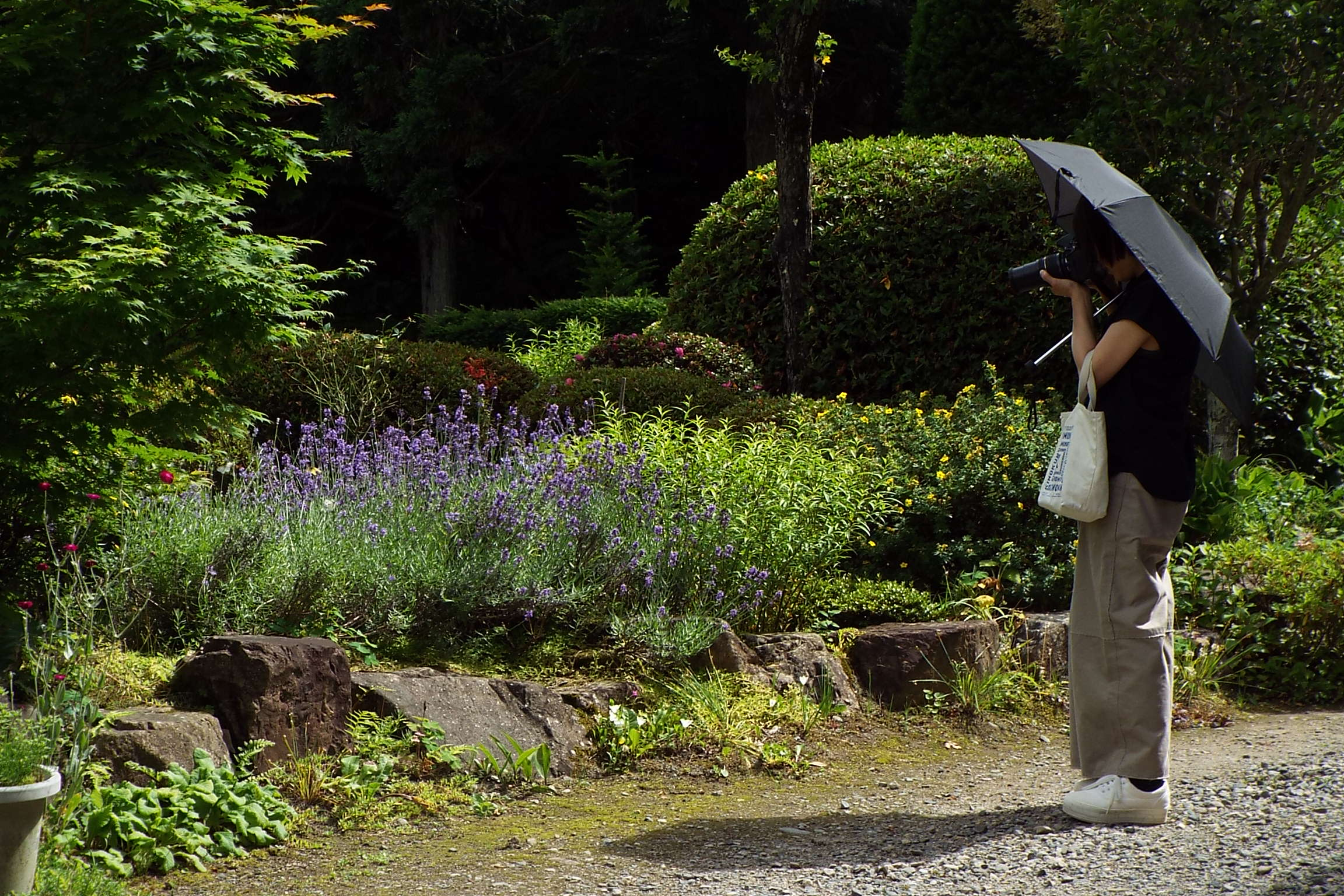
庭園

満願寺（まんがんじ）は、長野県安曇野市にある真言宗豊山派の寺院。山号は栗尾山。千手観世音を祀っており、信濃三十三番札所の二十六番札所である。「信濃高野」とも称される。

## 概要
神亀年間（725年ころ）に、池から出現した1寸8分（約5cm）の仏像を安置し、堂宇を建立したのが創建の由来であるとの寺伝を持つ。また、坂上田村麻呂が八面大王を成敗した際に力を貸したので彼が再興させたとの伝承もある。しかし、似たような坂上田村麻呂による中興との言い伝えを持つ寺院は界隈に多い。
源義仲（木曽義仲）が養和年間（1181年ころ）に山林を寄進したとの古文書がある。中世以来安曇郡一帯を治めた国人領主仁科氏が滅亡すると、織田信長以後の天下人は安曇郡を松本城主の所領とし、1582年（天正10年）ころ、同城主小笠原貞慶による再建修理の際に現在地に移転した。これ以後、松本藩の保護を受ける。十返舎一九の『続膝栗毛』では当寺を参詣する場面が描かれている。
1870年（明治3年）、廃仏毀釈により廃寺となった。しかし、6年後の1876年に再興された。

## 境内
時期になると桜やつつじ、紅葉などが美しい。 また、境内には湧水がある。

### お経橋
参道入口に架かる長さ10m・幅2.5mの木橋を「微妙橋」とも「お経橋」とも言う。橋板の裏側に経文が書かれており、この橋を渡る際にはお経を唱えなくてはならないとされる。この橋には屋根がついている。

### 地蔵堂
お経橋のたもとには地蔵堂が建つ。中には500体に上るお地蔵さまが祀られている。子授け地蔵として古くからの信仰を集めている。この地蔵を借りて行って添い寝すると子宝に恵まれると言われる。

### 命水
“安曇野の名水”として知られ、標高900mの境内から湧く湧水。

## 交通アクセス
JR東日本篠ノ井線明科駅または大糸線穂高駅から牧行きバス40分終点で下車し、さらに徒歩40分。

## 前後の札所
二十五番札所　盛泉寺
二十七番札所　牛伏寺